# Sander volgensis
Sander volgensis es una especie de peces de la familia Percidae en el orden de los Perciformes.

## Morfología
Los machos pueden llegar alcanzar los 40 cm de longitud total.

## Distribución geográfica
Se encuentra en Europa: desde el Danubio hasta el Volga y el Ural.